# Clubiona juvenis
Clubiona juvenis là một loài nhện trong họ Clubionidae.
Loài này thuộc chi Clubiona. Clubiona juvenis được Eugène Simon miêu tả năm 1878.